# 原田麦子
原田 麦子（はらだ むぎこ）は日本で活動するミュージカル俳優およびダンス指導者である。
山形県鶴岡市出身で大阪府大阪市在住。元劇団四季所属。

## 来歴
高校卒業まで山形県で過ごし、2008年4月から劇団四季研究所に入所し研究生となる。2009年8月16日にJR東日本アートセンター四季劇場［秋］で開幕したユタと不思議な仲間たちの桃子役が初舞台出演となった。以降ダンス演目を中心に出演を続けていたが、2019年12月31日付けで四季を退団した。
2020年からはフリーとなり、大阪市を拠点にダンス指導者として活動している。四季退団後に結婚し、2022年2月19日には第一子長女の出産に成功したことを自身のインスタグラムで発表している。

## 主な出演作品
- ユタと不思議な仲間たち（桃子）
- キャッツ（ディミータ）
- 人間になりたがった猫（八百屋）
- ドリーミング（アンサンブル6枠）
- 劇団四季 ソング&ダンス55ステップス（ダンサーパート）
- クレイジー・フォー・ユー（マギー）
- 桃次郎の冒険（アンサンブル）
- マンマ・ミーア!（アリ）
- 劇団四季 ソング&ダンス60 感謝の花束(ダンサーパート)
- 劇団四季 ソング＆ダンス65